# Teerapat Chadpuk
Teerapat Chadpuk (thailändisch ธีรพัฒน์ ชาติพุก; * 22. Mai 2000) ist ein thailändischer Fußballspieler.

## Karriere
Teerapat Chadpuk stand bis Ende 2019 beim Muangkan United FC unter Vertrag. Der Verein aus Kanchanaburi spielte in der dritten Liga. Hier trat man in der Upper Region an. Im Januar 2020 unterschrieb er einen Vertrag beim ebenfalls in Kanchanaburi beheimateten Singha Golden Bells Kanchanaburi FC. Der Verein spielte in der vierten Liga, der Thai League 4. Hier trat man in der Western Region an. Nachdem die Saison nach dem zweiten Spieltag wegen der zweiten COVID-19-Pandemie unterbrochen wurde, beschloss der Verband nach Wiederaufnahme die vierte Liga und die dritte Liga zusammenzulegen. Nach Wiederaufnahme des Spielbetriebs spielte Kanchanaburi in der dritten Liga. Hier trat man ebenfalls in der Western Region an. Am Ende der Saison 2022/23 feierte er mit dem Verein die Meisterschaft der Region sowie den anschließenden Aufstieg in die zweite Liga. Sein Zweitligadebüt gab Chadpuk am 13. August 2023 (1. Spieltag) im Heimspiel gegen den Ayutthaya United FC. Bei der 0:1-Heimniederlage wurde er in der 62. Minute für Supravee Miprathang eingewechselt.

## Erfolge
Dragon Pathumwan Kanchanaburi FC
- Thai League 3 – West: 2022/23  ▲